# Сундсвалль (аеропорт)
Аеропорт Сундсвалль-Тімро (швед. Sundsvall–Timrå Airport (IATA: SDL, ICAO: ESNN)) — аеропорт, що розташовано за 21 км N від Сундсвалль, за 8 км E від Тімро і за 32 км S від Гернесанд, Швеція. Аеропорт також відомий як Мідланда, маючи на увазі його географічно центральне розташування у Швеції. Аеропорт Сундсвалль–Тімро — четвертий аеропорт Норрланду за пажирообігом і одинадцятий у країні. Аеропорт прийняв 282 047 пасажирів в 2011 році та 273 527 в 2018 році.

## Авіалінії та напрямки

### Пасажирські
| Авіакомпанія                    | Пункт призначення                          |
| ------------------------------- | ------------------------------------------ |
| Aegean Airlines                 | Сезонний чартер: Ханья, Родос              |
| Air Europa                      | Сезонний чартер: Пальма-де-Мальорка        |
| BRA Braathens Regional Airlines | Гетеборг, Стокгольм-Бромма Сезонний: Вісбю |
| Jet Time                        | Сезонний чартер: Гран-Канарія              |
| Scandinavian Airlines           | Стокгольм-Арланда                          |
| SunClass Airlines               | Сезонний чартер: Пальма-де-Мальорка        |

### Вантажні
| Авіакомпанія | Пункт призначення               |
| ------------ | ------------------------------- |
| Amapola Flyg | Мальме, Стокгольм-Арланда, Умео |

## Пасажирообіг
Див. джерело запитів Вікіданих та джерела.